# Muqarnas
Muqarnas (arabsko: مقرنص; perzijsko: مقرنس), ki je v iranski arhitekturi znan kot ahoopāy (perzijsko: آهوپای) in v iberski arhitekturi kot mocárabe, tudi stalaktitni obok, je oblika okrašenega oboka v islamski arhitekturi. Je arhetipska oblika islamske arhitekture, ki je sestavni del domačega jezika islamskih stavb.
Muqarnas je v bistvu tridimenzionalna dekoracija islamske arhitekture. Struktura muqarnas izvira iz trompe, in so bile uporabljene za okrasitev območja med steno in kupolo v islamski arhitekturi.  Včasih imenovan 'satni obok' ali 'kapniški obok', je bil namen muqarnas ustvariti gladko, dekorativno cono prehoda v sicer golem, strukturnem prostoru. Sprva so bile zgrajene tako, da so bile konstrukcijsko zasnovane iz kamna, kasneje pa so postale bolj izdelana dekoracija in omet.
Lahko ga definiramo tudi kot: obok iz satovja ali 'kapnikov'.
Muqarnas je v islamski arhitekturi pomemben, ker je njegova dodelana oblika simbolična predstavitev božjega univerzalnega stvarstva. Arhitektura muqarnas je prikazana v kupolah, polkupolnih vhodih, ivanih in apsidah. Dve glavni vrsti sta severnoafriški / bližnjevzhodni slog, sestavljeni iz niza trikotnih štrlin navzdol in iranski slog, sestavljen iz povezovalnih slojev segmentov.

## Etimologija
Etimologija besede muqarnas je nekoliko nejasna. Domneva, da izvira iz grške besede korōnis, ki pomeni 'okrasno oblikovanje'. Obstajajo tudi domneve o izvoru, ki izhaja iz arabske besede qarnasi, ki pomeni 'zapleteno delo'.

## Zgradba
Muqarnas se običajno nanese na spodnje strani kupol, pendantivov, vencev, tromp, obokov in lokov in je pogosto viden v mihrabu mošeje. Lahko so v celoti okrasni ali pa služijo kot nosilna konstrukcija. Najzgodnejše oblike kupol z muqarnas, najdene v mezopotamski regiji, so bile predvsem strukturne. V začetku 12. stoletja je postajal vse bolj pogost in dekorativen. Mogoče jih je vklesati v strukturne bloke zastiranega oboka ali pa jih obesiti na konstrukcijsko streho kot povsem dekorativno površino. Najizrazitejša oblika muqarnes je struktura satja, ki je pogosto zapletena in po svoji kompleksnosti podobna fraktalu. Posamezne celice se imenujejo alveole. Muqarnas je lahko od na videz poenostavljenega do neverjetno zapletenih mešanic arhitekture, matematike in umetnosti. Dva redka primera domiselne skiografije z uporabo pareidolije najdemo nad vhodi v Veliko mošejo in bolnišnico Divriği v Turčiji, in mošejo Niğde Alaaddin v Niğdeju v Turčiji.
Muqarnas so narejene iz opeke, kamna, štukature ali lesa in so obložene s ploščicami ali ometom. Oblika in medij se razlikujeta glede na regijo, v kateri sta najdena. Struktura na vzhodu je zgrajena s standardnim sklopom komponent in smernic, kar ustvarja bolj poenoten slog. Najdene na zahodu, so bolj zapletene, ker po navadi nimajo standardnih sklopov predpisov glede sestave, sestavnih delov in konstrukcije. V Siriji, Egiptu in Turčiji so muqarnas zgrajene iz kamna. V severni Afriki so običajno izdelane iz mavca in lesa, v Iranu in Iraku pa je kupola zgrajena iz opeke, prekrite z mavcem ali keramično glino.

## Izvor
Izvor muqarnas lahko izsledimo do sredine 10. stoletja v severovzhodnem Iranu in osrednji severni Afriki, pa tudi v mezopotamski regiji. Natančen izvor ni znan, vendar naj bi izviral iz katere koli od teh regij in se razpršil s trgovino in romanjem. Dokazi iz arhitekturnih drobcev iz 10. stoletja, najdenih v bližini Nišapurja v Iranu in tristranskih tromp, ki se nahajajo v mavzoleju Arab-Ata v vasi Tim blizu Samarkanda v Uzbekistanu, so nekateri primeri zgodnjih razvojnih oblik.
Qubba Imam al-Dawr v Iraku, dokončan leta 1090, je bil prvi konkreten primer kupole muqarnas. ISIS je poročal, da so svetišče uničili oktobra 2014.
Glede na napredno tehnično mojstrstvo pri gradnji muqarnas se domneva, da so tehniko in s tem tudi arhitekturne elemente v Egipt uvozili od drugod po imperiju. Znanstveniki domnevajo, da zunanji vpliv izvira iz Sirije; vendar je še vedno malo sirskih spomenikov, ki lahko podpirajo to trditev.
V Egiptu je Asuanski mavzolej ključni primer za napredek v razvoju stalaktitnega obeska. Sredi 11. stoletja so se v Kairu začele uspešne romarske poti ob Rdečem morju in cvetoče trgovske poti, ki so se razširile po islamskem svetu. To je omogočilo odlično izmenjavo idej in donosno gospodarstvo, ki je sposobno financirati različne arhitekturne projekte.
Največji primer kupole muqarnas najdemo v Iraku in regiji Džazira v vzhodni Siriji, z različnimi aplikacijami v kupolah, obokih, mihrabih in nišah. Te kupole so datirane v sredino 12. stoletja, v čas invazije Mongolov - obdobje velike arhitekturne dejavnosti.
Izrazite primere njihovega razvoja najdemo v minaretu mošeje Badr al-Jamali v Kairu, datiranem z napisom v leto 1085, vencem v severnem obzidju Kaira (1085), mošeji Džameh v Isfahanu (1088), Almoravidski Qubbi (1107 –43) v Marakešu, Veliki mošeji Tlemcen v Alžiriji (1136), mošeji Karauin v Maroku (obnovljena med 1135 in 1140), Bimaristan Nur al-Din v Damasku (1154), Alhambri v Granadi v Španiji, Abasidski palači v Bagdadu v Iraku in mavzoleju sultana Kaitbaja v Kairu v Egiptu. Velike pravokotne strehe iz lesa z dekoracijo v slogu muqarnas krasijo Palatinsko kapelo iz 12. stoletja v Palermu na Siciliji in druge pomembne stavbe na Normanski Siciliji. Okras muqarnas najdemo tudi v armenski arhitekturi.

## Pomen
Okras muqarnas je v islamski arhitekturi pomemben, ker predstavlja okrasno obliko, ki prikazuje širino in kompleksnost islamske ideologije. Ločene enote kupole predstavljajo zapleteno stvaritev vesolja in nato Stvarnika samega. Izdelana narava zloženih kupol služi tudi kot prikaz nebes. Pod vplivom Levkipove teorije o atomizmu je veljalo, da je vsak atom, ki sestavlja tako kupolo, povezan z Bogom. Presenetljiva sposobnost izjemno zapletene in na videz nepodprte kupole muqarnas je bila dokaz skrivnostnega obstoja vesolja.
Kupole muqarnas so bile pogosto zgrajene nad vhodnimi portali z namenom določitve praga med dvema svetovoma. Nebesna konotacija strukture muqarnas predstavlja odlomek iz »funkcij življenja ali čakanja na večno življenje, ki se izraža z geometrijskimi oblikami«. Ko je gledalec prestavljen v notranjost kupole, bi gledal navzgor (proti nebu) in razmišljati o njeni lepoti. Nasprotno pa so viseče strukture predstavljale Božjo prisotnost nad fizičnim svetom.

## Galerija
- Detajl mocárabe iz Alhambre v visoki ločljivosti, ki prikazuje vodoravne smeri; jasnejši en cik-cak čez približno 1/3 poti navzdol.
- Načrt srednjeveškega arhitekta dveh muqarnas obokov iz zvitka Topkapı
- Obok okrašen z muqarnas, prikazuje način obešanja
- Trdnjava Amber, blizu Džaipurja. Marmorna palača Jai Mandir. Šeeš Mahal, Dvorana ogledal
- Muqarnas konzola, Qutb Minar, Indija
- Muqarnas, enojna alveola. Lončena posoda z oblikovanim okrasjem pod neprozorno turkizno glazuro, timuridska umetnost, 1. polovica 15. stoletja. Šah-i Sinda v Samarkandu.
- Mocárabe stalaktit na spodnji strani oboka, palača Alhambra v Granadi v Španiji, s 'kapniki', ki štrlijo navzdol
- Poslikani muqarnas, Cappella Palatina, naročilo Rogerija II. Sicilskega leta 1132
- Pozlačene ploščice muqarnas v palači Čehel Sotun (17. stoletje), Isfahan
- Muqarnas v Tangerju, Maroko
- Muqarnas v Fesu, Maroko
- Navzgor in navzdol usmerjeni muquarnas